# سفارة كرواتيا في النمسا
سفارة كرواتيا في النمسا هي أرفع تمثيل دبلوماسي لدولة كرواتيا لدى النمسا. تقع السفارة في فيينا وهي تهدف لتعزيز المصالح الكرواتية في النمسا.

## وصلات خارجية
- قائمة سفارات كرواتيا
- قائمة السفارات في النمسا